# Hugo Rasmussen

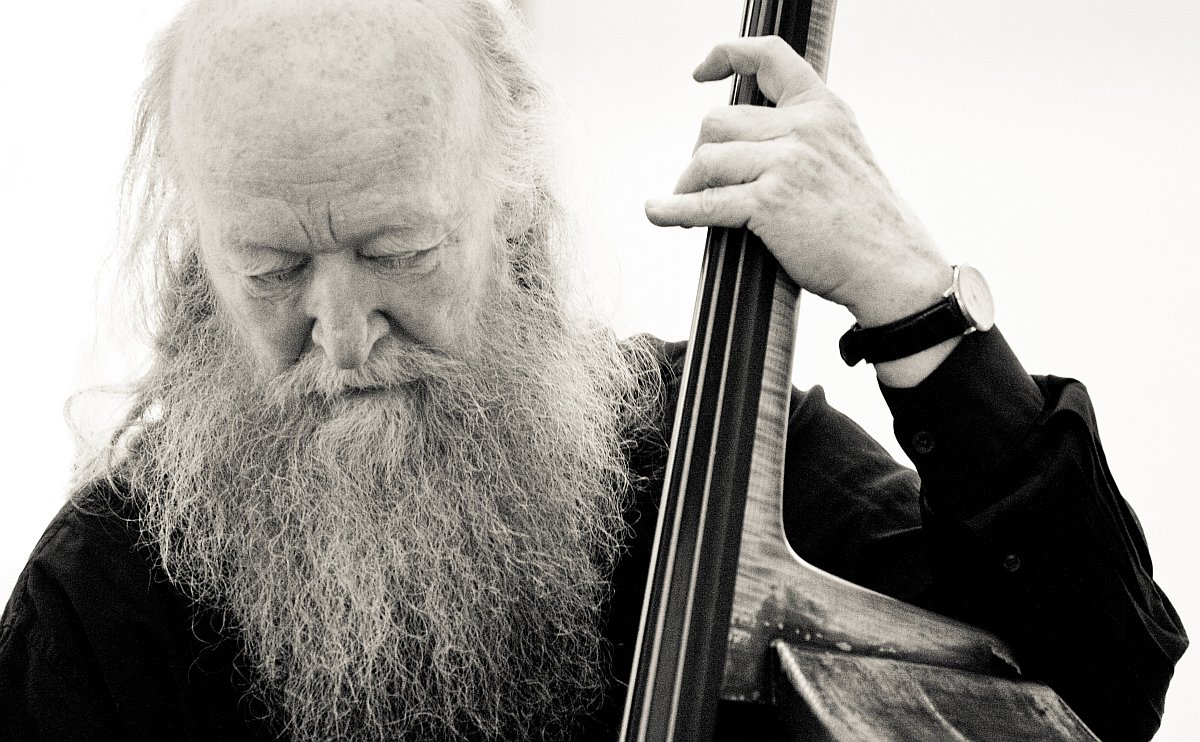
Hugo Rasmussen, 2010.

Hugo Rasmussen, född 22 mars 1941 i Bagsværd, död 30 augusti 2015 i Frederiksberg i Köpenhamn,  var en dansk kontrabasist. Han har medverkat som musiker på över 800 musikalbum, med i huvudsak jazzmusik. Han har spelat med bland andra Teddy Wilson, Horace Parlan, Svend Asmussen, Dexter Gordon, Ben Webster, Al Grey och Mannie Carstens Hot Jazz Syndicate. Han medverkade också på en låt på Gasolin's album Gas 5. Han solodebuterade 1978 med albumet Sweets for My Sweet, men har sällan gett ut album som orkesterledare. Sedan 1999 spelar han i egna gruppen Hugo Rasmussens AllStarz. 2009 tilldelades han det danska hederspriset Ærespris av International Federation of the Phonographic Industry.